# Речное (Астраханская область)
Речно́е — село в Харабалинском районе Астраханской области России. Административный центр и единственный населённый пункт Речновского сельсовета. Расположено на левом берегу Волги в 71 км от города Харабали.
Основано в XVII веке как ставка Хошеутовского улуса.
Население — 847 (2021).

## История
Поселение на месте современного села было основано калмыками — первыми поселенцами этих земель в XVII веке как ставка Хошеутовского улуса. В литературных и картографических источниках начала XIX века поселение уже значится под названием «Сельцо Тюменевка» в честь нойона (князя) Серебджаба Тюменя. Здесь располагалось фамильное гнездо Тюменевых.

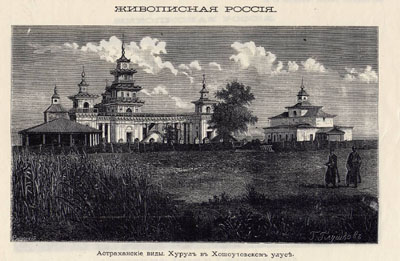
Хошеутовский хурул

Нойон Тюмень во время Отечественной войны 1812 года воевал под знамёнами генерала Тормасова. В 1813 году в честь победы российской армии над наполеоновскими войсками князь Тюмень начал строительство Хошеутовского хурула. Строительство продолжалось по 1818 год. Согласно списку населённых мест Астраханской губернии в 1859 году в Хошеутовке (Тюменевке) насчитывалось 20 дворов, имелся «хурул и молельня ламайские», всего проживало 483 души мужского и 391 женского пола жителя.
После смерти князя Тюменя имением управляла его дочь. После революции княгиня уехала, а простые калмыки остались. На месте имения до 1950 года располагался детский дом, который затем перевели в другое место. Само же имение разобрали и отвезли в сёла Даниловку и Басту под строительство школы.
В 1920 году Хошеутовский улус был включен в состав Калмыцкой автономной области. 
Постановлением ВЦИК от 26 июня 1924 г. ставка Тюменевка Хошеутовского уезда переименована в посёлок Актюбеевск.
С 1930 года село — в составе Приволжского улуса Калмыцкой АО (с 1935 года — Калмыцкой АССР).
28 декабря 1943 года проживавшие в селе калмыки были депортированы в Сибирь. Село, как и другие населённые пункты Приволжского улуса Калмыцкой АССР, было включено в состав Астраханской области. После депортации село запустело, многие саманные дома, оставшиеся без хозяев, в период паводков были разрушены.
После войны в связи с острой нехваткой рабочей силы советское правительство предложило всем своим бывшим гражданам, проживающим за границей, вернуться на Родину. Осенью 1947 года русские жители—липоване из двух сёл Румынии (Каменки и Серикей), уехавшие из России в Румынию в период церковных реформ Никона, отправились на пароходе «Карл Маркс» через Одессу до Астрахани. Переселенцы нашли приют в Тюменевке. 2 ноября 1947 года на общем сходе переселенцев, состоявшемся в хуруле, было решено организовать колхоз «Новая жизнь» и переименовать село Тюменевка в село Речное.
В 1954 году был построен деревянный клуб. Заработала киноустановка, радиоузел, позднее построили электростанцию. Село входило в мирную спокойную жизнь.
В 1958 году в связи с запретом на ловлю рыбы выше села Замьяны местный колхоз «Новая жизнь» был переориентирован на землепашество и животноводство. Стали заниматься овощеводством, сеять кормовые культуры.
В 1976 году было введено новое здание детского сада «Золотая рыбка», а в 1978 году — новое здание школы. До 1989 года село Речное существовало в границах Заволжского сельсовета. В марте 1989 года на сходе жителей села Речное было принято решение о ходатайстве перед районным Советом народных депутатов о создании сельского совета на территории села Речное. Речновский сельсовет был образован на основании решения Совета народных депутатов Астраханской области от 20 июля 1989 года.

## Общая физико-географическая характеристика
Село расположено на юге Харабалинского района, в пределах Волго-Ахтубинской поймы, являющейся частью Прикаспийской низменности, на левом берегу реки Волги, на высоте 23 метра ниже уровнем моря. Близ села имеются орошаемые поля. Рельеф местности равнинный, осложнённый формами микро- и мезорельефа (бугры, бугорки, западины и т. п.). Почвы пойменные луговые.
По автомобильной дороге расстояние до областного центра города Астрахани составляет 83 км, до районного центра города Харабали — 71 км.
Климат
Климат резко континентальный, крайне засушливый (согласно классификации климатов Кёппена-Гейгера — Bsk). Среднегодовая температура воздуха положительная и составляет + 9,5 °C, средняя температура самого холодного месяца января — 6,3 °C, самого жаркого месяца июля + 25,0 °C. Расчётная многолетняя норма осадков — 224 мм. Наименьшее количество осадков выпадает в феврале (12 мм), наибольшее в июне (25 мм)

## Население
Динамика численности населения
| 1859 |
| ---- |
| 874  |

| 2002 | 2010 | 2012 | 2013 | 2014 | 2015 | 2016 |
| ---- | ---- | ---- | ---- | ---- | ---- | ---- |
| 856  | ↗900 | ↘897 | ↗900 | ↘892 | ↘889 | ↘882 |
| 2017 | 2018 | 2019 | 2020 | 2021 |      |      |
| ↘879 | ↘870 | ↘862 | ↘854 | ↘847 |      |      |

| Национальность | Численность (2010) | Процент |
| -------------- | ------------------ | ------- |
| Русские        | 605                | 68,1%   |
| Казахи         | 237                | 26,7%   |
| Калмыки        | 22                 | 2,5%    |
| Аварцы         | 10                 | 1,1%    |
| Литовцы        | 5                  | 0,6%    |
| Болгары        | 3                  | 0,3%    |
| Татары         | 3                  | 0,3%    |
| Не указана     | 4                  | 0,4%    |
| Всего          | 889                | 100%    |

## Достопримечательности
- Хошеутовский хурул